# Сумарний коефіцієнт народжуваності
| 7-8 дітей 6-7 дітей 5-6 дітей 4-5 дітей | 3-4 дітей 2-3 дитини 1-2 дитини 0-1 дитина |

Карта світу за середньою кількістю дітей, народжених жінкою упродовж життя, з урахуванням середніх показників для жінок будь-якого віку, дані 2016 року
7-8 дітей
6-7 дітей
5-6 дітей
4-5 дітей
3-4 дітей
2-3 дитини
1-2 дитини
0-1 дитина

Сумарний коефіцієнт народжуваності, коефіцієнт фертильності (СКН) — сума вікових коефіцієнтів народжуваності, тобто чисел народжень за віком жінок, віднесених кожне до числа жінок відповідного віку. Найточніший вимір рівня народжуваності, характеризує середню кількість народжень у однієї жінки в гіпотетичному поколінні за все її життя за умов збереження існуючих рівнів народжуваності у кожному віці незалежно від смертності та змін вікового складу. Міра інтенсивності народжуваності для гіпотетичного покоління, яка не залежить від вікового складу населення. 
За умов низької смертності для простого заміщення поколінь сумарний коефіцієнт народжуваності має бути не нижчим за 2,15. Сумарний коефіцієнт народжуваності вищий за 4,0 вважається високим, а нижчий за 2,15 низьким. 

## Історична динаміка
Середній показник коефіцієнту у світі скоротився з 4,95 народжень на жінку у першій половині 1960-их років до 2,5648 у 2005–2010 роках.  Для більш розвинених країн такий рівень народжуваності був характерним вже на початку 1960-х, а до кінця століття він знизився до 1,57.
| 1955 | 1960 | 1965 | 1970 | 1975 | 1980 | 1985 | 1990 | 1995 | 2000 | 2005 | 2010 | 2015 |
| ---- | ---- | ---- | ---- | ---- | ---- | ---- | ---- | ---- | ---- | ---- | ---- | ---- |
| 4,95 | 4,89 | 4,91 | 4,85 | 4,45 | 3,84 | 3,59 | 3,39 | 3,04 | 2,79 | 2,62 | 2,52 | 2,36 |

## Географія
| Країна       | Коефіцієнт |
| ------------ | ---------- |
| Нігерія      | 6,49       |
| Ангола       | 6,16       |
| Малі         | 6,01       |
| Буркіна-Фасо | 5,99       |
| Сомалі       | 5,80       |
| ...          | ...        |
| Пуерто-Рико  | 1,22       |
| Гонконг      | 1,19       |
| Тайвань      | 1,13       |
| Макао        | 0,95       |
| Сінгапур     | 0,83       |

Середній світовий коефіцієнт потенційної народжуваності 2015 року становив 2,42 дитини на одну жінку. Число дітей на одну жінку в світі в середньому поступово зменшується. Так в країнах, що розвиваються, цей показник на зламі тисячоліть зменшився з 3,5 до 3,4 (без Китаю — до 4,0), у економічно розвинених країнах цей показник становить — до 1,6.
Найбільше значення цього коефіцієнту, станом на 2001 рік, було зафіксоване в африканських і азійських малорозвинених країнах: Гана (7,4), Ємен (7,2), Сомалі (7,1), Ефіопія (6,7), Танзанія (6,2).
Найнижчі показники коефіцієнту властиві для розвинених перенаселених острівних країн світу: Гонконг (1,19), Тайвань (1,12), Сінгапур (0,83).

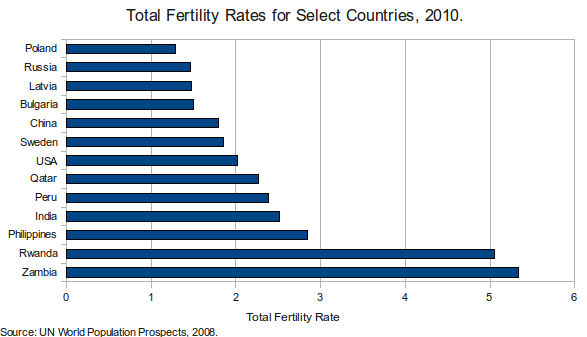
СКН окремих країн світу, 2010 рік
СКН в залежності від ВВП на душу населення, 2009 рік[1]
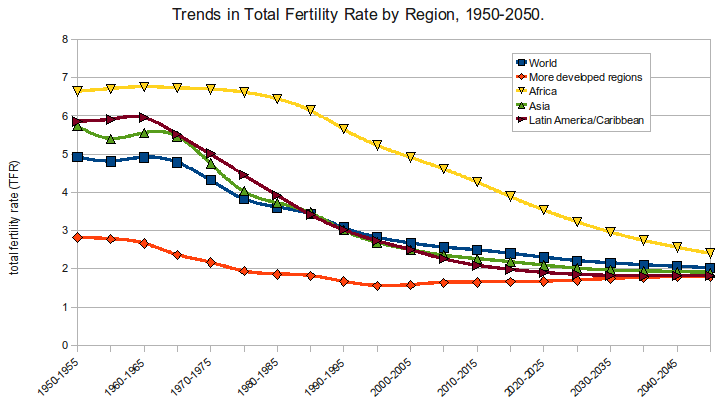
Тренди СКН за континентами, 1950-2050 роки

### Українською
- Атлас. 10-11 клас. Економічна і соціальна географія світу / упорядники :  О. Я. Скуратович, Н. І. Чанцева. — К. : ДНВП «Картографія», 2010. — ISBN 978-966-475-639-3.
- Дорошенко Л. С. Демографія: Навчальний посібник. — К. : МАУП, 2005. — 112 с. — ISBN 966-608-442-2.
- Крисаченко В. С. Динаміка населення: Популяційні, етнічні та глобальні виміри. — К. : Видавництво Національного інституту стратегічних досліджень, 2005. — 368 с. — ISBN 966-554-083-1.
- Економічна і соціальна географія країн світу. Навчальний посібник / За ред. Кузика С. П. — Л. : Світ, 2002. — 672 с. — ISBN 966-603-178-7.

### Англійською
- (англ.) World Fertility Patterns 2009. —  : United Nations • Department of Economic and Social Affairs • Population Division, 2009.

### Російською
- (рос.) Суммарный коэфициент рождаемости // Демографический энциклопедический словарь / главн. ред. Валентей Д. И. — М. : Советская энциклопедия, 1985. — 608 с.
- (рос.) Боярский А. Я. Население и методы его изучения. — М., 1975.
- (рос.) Ягельский А. География населения. — М. : Прогресс, 1980. — 383 с.